# 德魯 (密西西比州)
德魯（英語：Drew）是位於美國密西西比州森弗勞爾縣的城市。

## 人口
根據2020年美國人口普查的數據，德魯的面積為2.91平方千米，皆為陸地。當地共有人口1852人，而人口密度為每平方千米636人。